# España en el Campeonato Mundial de Atletismo de 2023
La selección española de atletismo participó en el Campeonato Mundial de Atletismo de 2023, celebrado en el Centro Nacional de Atletismo (Budapest) de Budapest entre el 19 y el 27 de agosto de 2023, con un total de 59 atletas (27 hombres y 32 mujeres). 15 de ellos (5 hombres y 10 mujeres) solo participaban en los relevos, mientras que cuatro atletas (Mohamed Katir, Álvaro Martín, María Pérez y María Vicente) compitieron en dos pruebas, y una (Jaël Bestué) en tres pruebas. Por primera vez, la selección española incluyó más mujeres que hombres.

## Medallas
Se lograron cuatro medallas de oro, a cargo de los marchadores Álvaro Martín y María Pérez, ambos bicampeones mundiales en los 20 km y 35 km, y una de plata para Mohamed Katir en los 5000 m. En la anterior edición se habían conseguido dos medallas de bronce. España acabó en el puesto 3.º del medallero.

## Finalistas
Se obtuvieron diez puestos de finalista en total, dos más que en la edición anterior. Además de las medallas de Martín, Pérez y Katir, fueron finalistas Adrián Ben (4.º en 800 m), Cristina Montesinos (5.ª en 35 km marcha), Mario García Romo (6.º en 1500 m), Fátima Diame y Tessy Ebosele (6.ª y 8.ª, respectivamente, en salto de longitud). España acabó en el puesto 7.º de la clasificación global, según el sistema de puntos por finalistas.

## Participación
El detalle de la actuación española en la XVIII edición del Campeonato Mundial de Atletismo se recoge en la siguiente tabla:
| Atletas                                                   | Pruebas                 | Actuación                                                                                        |
| --------------------------------------------------------- | ----------------------- | ------------------------------------------------------------------------------------------------ |
| Mohamed Attaoui                                           | 800 metros              | Semifinal: 3.º en su serie (1:46.65) y 5.º en su semifinal (1:44.35 )                            |
| Adrián Ben                                                | 800 metros              | Finalista: 1.º en su serie (1:45.37), 2.º en su semifinal (1:43.92 ) y 4.º en la final (1:44.91) |
| Saúl Ordóñez                                              | 800 metros              | Semifinal: 3.º en su serie (1:47.97) y 3.º en su semifinal (1:44.74)                             |
| Mario García Romo                                         | 1500 metros             | Finalista: 1.º en su serie (3:46.77), 4.º en su semifinal (3:35.26) y 6.º en la final (3:30.26)  |
| Mohamed Katir                                             | 1500 metros             | Semifinal: 2.º en su serie (3:34.34) y 10.º en su semifinal (3:33.56)                            |
| Adel Mechaal                                              | 1500 metros             | Semifinal: 4.º en su serie (3:34.35) y 9.º en su semifinal (3:33.33)                             |
| Mohamed Katir                                             | 5000 metros             | Medalla de plata: 1.º en su serie (13:35.90) y 2.º en la final (13:11.44)                        |
| Thierry Ndikumwenayo                                      | 5000 metros             | 1.ª ronda: 9.º en su serie (13:34.03)                                                            |
| Ouassim Oumaiz                                            | 5000 metros             | Final: 4.º en su serie (13:36.35) y 16.º en la final (13:31.99)                                  |
| Ibrahim Chakir                                            | Maratón                 | 24.º (2:13:44)                                                                                   |
| Ayad Lamdassem                                            | Maratón                 | 22.º (2:12:59)                                                                                   |
| Tariku Novales                                            | Maratón                 | 21.º (2:12:39 )                                                                                  |
| Enrique Llopis                                            | 110 metros vallas       | Semifinal: 2.º en su serie (13.33 ) y 3.º en su semifinal (13.30 =)                              |
| Sergio Fernández                                          | 400 metros vallas       | 1.ª ronda: 5.º en su serie (49.26)                                                               |
| Daniel Arce                                               | 3000 metros obstáculos  | Final: 4.º en su serie (8:20.46) y 9.º en la final (8:18.31)                                     |
| Víctor Ruiz                                               | 3000 metros obstáculos  | 1.ª ronda: 6.º en su serie (8:20.54)                                                             |
| Jaime Guerra                                              | Salto de longitud       | Calificación: 19.º en su grupo de calificación (7.35)                                            |
| Yasiel Sotero                                             | Lanzamiento de disco    | Calificación: 16.º en su grupo de calificación (55.89)                                           |
| Alberto Amezcua                                           | 20 kilómetros marcha    | 13.º (1h19:28 )                                                                                  |
| Diego García Carrera                                      | 20 kilómetros marcha    | 39.º (1h25:12)                                                                                   |
| Álvaro Martín                                             | 20 kilómetros marcha    | Campeón del mundo: 1.º (1h17:32 WL )                                                             |
| Miguel Ángel López                                        | 35 kilómetros marcha    | 12.º (2h29:32)                                                                                   |
| Álvaro Martín                                             | 35 kilómetros marcha    | Campeón del mundo: 1.º (2h24:30 )                                                                |
| Marc Tur                                                  | 35 kilómetros marcha    | 22.º (2h36:04)                                                                                   |
| Óscar Husillos Iñaki Cañal Bernat Erta Samuel García      | Relevo 4 × 400 metros   | Series: 8.º en su serie (3:02.64 )                                                               |
| Jaël Bestué                                               | 100 metros              | Semifinal: 3.ª en su serie (11.28) y 7.ª en su semifinal (11.25)                                 |
| Jaël Bestué                                               | 200 metros              | Semifinal: 3.ª en su serie (22.58) y 5.ª en su semifinal (22.60)                                 |
| Daniela García                                            | 800 metros              | 1.ª ronda: 7.ª en su serie (2:00.92)                                                             |
| Lorea Ibarzabal                                           | 800 metros              | 1.ª ronda: 7.ª en su serie (2:06.33)                                                             |
| Lorena Martín                                             | 800 metros              | 1.ª ronda: 5.ª en su serie (2:01.25)                                                             |
| Esther Guerrero                                           | 1500 metros             | Semifinal: 6.ª en su serie (4:04.33) y 10.ª en su semifinal (4:00.13 )                           |
| Águeda Marqués                                            | 1500 metros             | 1.ª ronda: 8.ª en su serie (4:06.41)                                                             |
| Marta Pérez                                               | 1500 metros             | Semifinal: 5.ª en su serie (4:01.41 ) y 7.ª en su semifinal (4:02.96)                            |
| Marta Galimany                                            | Maratón                 | 38.ª (2:37:10 )                                                                                  |
| Fátima Ouhaddou                                           | Maratón                 | Abandonó                                                                                         |
| Meritxell Soler                                           | Maratón                 | 27.ª (2:34:38)                                                                                   |
| Carolina Robles                                           | 3000 metros obstáculos  | 1.ª ronda: 8.ª en su serie (9:34.41)                                                             |
| Irene Sánchez-Escribano                                   | 3000 metros obstáculos  | 1.ª ronda: 9.ª en su serie (9:31.97)                                                             |
| Marta Serrano                                             | 3000 metros obstáculos  | 1.ª ronda: 9.ª en su serie (9:31.82)                                                             |
| Fátima Diame                                              | Salto de longitud       | Finalista: 7.ª en su grupo de calificación (6.61) y 6.ª en la final (6.82 =)                     |
| Tessy Ebosele                                             | Salto de longitud       | Finalista: 5.ª en su grupo de calificación (6.65) y 8.ª en la final (6.62)                       |
| María Vicente                                             | Salto de longitud       | Calificación: 9.ª en su grupo de calificación (6.59)                                             |
| María Vicente                                             | Triple salto            | Calificación: 7.ª en su grupo de calificación (14.13)                                            |
| Laura Redondo                                             | Lanzamiento de martillo | Calificación: 15.ª en su grupo de calificación (66.95)                                           |
| Antía Chamosa                                             | 20 kilómetros marcha    | 28.ª (1h34:20)                                                                                   |
| María Pérez                                               | 20 kilómetros marcha    | Campeona del mundo: 1.ª (1h26:51)                                                                |
| Raquel González                                           | 35 kilómetros marcha    | 13.ª (2h51:53)                                                                                   |
| Cristina Montesinos                                       | 35 kilómetros marcha    | Finalista: 5.ª (2h45:32 )                                                                        |
| María Pérez                                               | 35 kilómetros marcha    | Campeona del mundo: 1.ª (2h38:40 )                                                               |
| Carmen Marco Jaël Bestué Lucía Carrillo Paula Sevilla     | Relevo 4 × 100 metros   | Series: 6.ª en su serie (42.96 )                                                                 |
| Bárbara Camblor Eva Santidrián Laura Bueno Herminia Parra | Relevo 4 × 400 metros   | Series: 7.ª en su serie (3:31.91)                                                                |